# Ван Паттен, Джойс
Джойс Бена́йния Ван Па́ттен (англ. Joyce Benignia Van Patten; 9 марта 1934, Нью-Йорк, Нью-Йорк, США) — американская актриса и продюсер.

## Ранние годы
Ван Паттен родилась в Нью-Йорке в семье Джозефин Роуз (в девичестве Асерно), исполнительного директор журнала, и Ричарда Байрона Ван Паттена, декоратора интерьера. Её мать имела итальянское происхождение, а у её отца была голландская и английская родословная.
Она младшая сестра актёра Дика Ван Паттен (1928—2015), единокровная сестра актёра и режиссёра Тима Ван Паттен и актёра Джона Ван Паттена.

## Карьера
Наиболее известна, как актриса, играющая противоречивых, суровых и невротических персонажей. Среди её многочисленных ролей, одна из её наиболее признанных работ — мудрая пожилая жена персонажа Роба Шнайдера в комедии Адама Сэндлера «Одноклассники» (2010).

## Личная жизнь
В 1950—1953 годы Джойс была замужем за Томасом Кингом. От Кинга Ван Паттен родила сына — Томаса Кейси Кинга-младшего (12.11.1951—15.12.2014), который был актёром.
В 1957—1962 годы Джойс была замужем за актёром Мартином Болсамом (1919—1996). От Болсама Ван Паттен родила дочь — Талию Болсам (род. 05.03.1959), ставшую актрисой.
В 1968—1970 годы Джойс была замужем за актёром Холом Линчем (1927—2006).
В 1973—1984 годы Джойс была замужем за актёром Деннисом Дуганом.

## Избранная фильмография
| Год       |   | Русское название           | Оригинальное название            | Роль                   |
| --------- | - | -------------------------- | -------------------------------- | ---------------------- |
| 1949—1951 | с | Телевизионный театр Крафта | Kraft Television Theatre         | Мэри                   |
| 1951      | ф | Четырнадцать часов         | Fourteen Hours                   | Барбара                |
| 1956—1957 | с | Как вращается мир          | As the World Turns               | Дженис Тёрнер Хьюз № 1 |
| 1958      | ф | Богиня                     | Fourteen Hours                   | Хиллари                |
| 1963      | с | Дымок из ствола            | Gunsmoke                         | Молли                  |
| 1963      | с | Сумеречная зона            | The Twilight Zone                | Айлин Рэнсам           |
| 1980      | с | Марсианские хроники        | Оригинальное название неизвестно | Элма Паркхилл          |
| 2005      | с | Отчаянные домохозяйки      | Desperate Housewives             | Кэрол Пруди            |